# Сушни плодови
Сушни плодови у ботаници су група непуцајућих или затворених простих плодова који су добили назив по томе што изгледају суво. За ове плодове важи да могу да трају необично дуго, посебно ако немају лако разградљиве супстанце. Типови сушних плодова су: шизокарпијум, мерикарпијум, орашица, као и посебни типови орашице: крупа и ахенија. Сушне плодове на пример имају бреза, брест и јасен.